# Karl-Ulrich von Bülow
Pour les articles homonymes, voir Bülow (homonymie).
Karl-Ulrich Stephan Wilhelm von Bülow (né le 28 octobre 1862 à Hambourg et mort le 6 août 1914 à Lincé en Belgique) est un général de division prussien et chef de la 9e division de cavalerie pendant la Première Guerre mondiale.

## Biographie

### Origine
Karl-Ulrich von Bülow est le fils du diplomate Bernhard Ernst von Bülow (1815-1879) et de son épouse Louise, née Rücker (1821-1894). Le chancelier du Reich Bernhard von Bülow, le général de division Adolf von Bülow et le diplomate Alfred von Bülow sont ses frères.

### Carrière militaire
Après l'école d'État de Pforta et le lycée de Potsdam, Bülow entre au 1er régiment d'uhlans de la Garde de l'armée prussienne. À la mi-septembre 1884, il est promu sous-lieutenant. Le 15 septembre 1887, il obtient cinq mois de vacances qu'il passe en Angleterre et en Amérique. Après son retour, il devient adjudant du régiment le 6 octobre 1888 et adjudant le 16 février 1892  du 3e brigade de cavalerie de la Garde. Le 21 septembre 1892, Bülow est nommé premier lieutenant sans brevet à la suite dans son régiment tout en restant à son poste. Le 25 mars 1893, il reçoit le brevet correspondant à son grade et le 17 mars 1894, il est affecté au 1er régiment d'uhlans de la Garde et, le 1er avril 1894, au commandement du grand état-major. Le 22 mars 1895, il est affecté à l'état-major, est promu capitaine surnuméraire à la mi-septembre 1896 et entre à l'état-major du 10e corps d'armée le 1er octobre 1896. Tout en restant dans ce commandement, Bülow est affecté à l'état-major le 29 octobre 1896 et transféré à l'état-major du 10e corps d'armée le 16 février 1897.
Il reçoit à nouveau une affectation sur le terrain et rejoint le 22 mars 1898 le 3e régiment d'uhlans de la Garde en tant que capitaine et chef d'escadron. Le 8 avril 1899, il retourne à l'état-major et devient adjudant de l'emepreur Guillaume II. Restant dans son poste d'adjudant d'escadre, il arrive à l'ambassade de Vienne comme attaché militaire le 18 avril 1899 et est promu major le 15 avril 1901. Le 19 septembre 1903, il reçoit la Croix de chevalier de l'Ordre de la Maison royale de Hohenzollern et le 20 juin 1904, il est nommé chevalier de l'Ordre de Saint-Jean. Le 10 avril 1906, il est promu lieutenant-colonel et le 13 septembre 1906 - tout en conservant son poste d'adjudant d'escadre - il est nommé commandant du 2e régiment d'uhlans de la Garde et promu colonel le 20 avril 1909. Pour des raisons de santé, Bülow bénéficie de vacances du 17 mai au 15 août 1909 pour se rétablir, qu'il passe en Suisse. À l'occasion de la fête de l'ordre, il reçoit l'Ordre de la Couronne de 2e classe en janvier 1912 et transféré aux officiers de l'armée le 2 avril 1912. Tout en conservant son poste d'adjudant d'escadre, il est nommé commandant le 29 avril 1913 de la 3e brigade de cavalerie de la Garde. Il est promu major général le 27 janvier 1913 et reçoit le 29 mai 1914 l'ordre de l'Aigle rouge de 2e classe avec feuilles de chêne.
Lors de la mobilisation allemande à l'occasion de la Première Guerre mondiale, il devient le 1er août 1914 chef de la 9e division de cavalerie. Lors de l'avancée contre Liège, les troupes s'arrêtent dans le village de Lincé le 5 août 1914. À minuit, il y a un échange de tirs au cours duquel onze habitants sont tués. Le lendemain, de nombreux habitants sont arrêtés et traduits en cour martiale. Celui-ci a prononcé 23 condamnations à mort, qui sont immédiatement exécutées. Le 7 août 1914, cependant, il devient évident qu'il n'y a aucune troupe ennemie à proximité et qu'aucune arme n'est trouvée parmi les habitants. Bülow se suicide le même jour au château de Lincé.